# Mahtra sõda

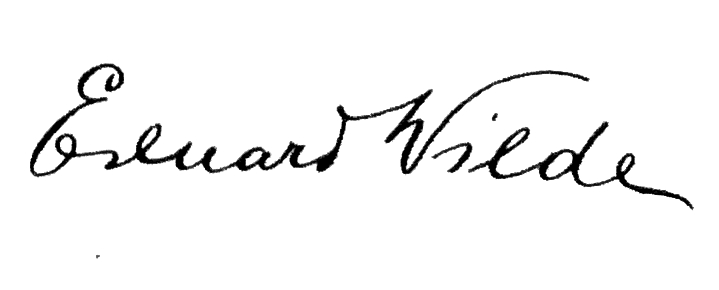

Mahtra sõda (Aufruhr in Mahtra) ist der Titel eines Romans des estnischen Schriftstellers Eduard Vilde (1865–1933). Er erschien 1902 im estnischsprachigen Original und 1952 erstmals auf Deutsch.

## Erscheinen
Eduard Vilde verfasste den Roman neben seiner Arbeit als Redakteur der Zeitung Teataja, die er selbst 1901 gemeinsam mit Konstantin Päts gegründet hatte. Laut eigener Aussage schrieb er den Roman in den Abend- und Nachtstunden nach der täglichen Redaktionsarbeit. „Das Manuskript für die nächste, am Abend erscheinende Nummer der Zeitung holte ein Bote der Druckerei frühmorgens bei mir ab – manchmal waren die letzten Zeilen noch feucht.“

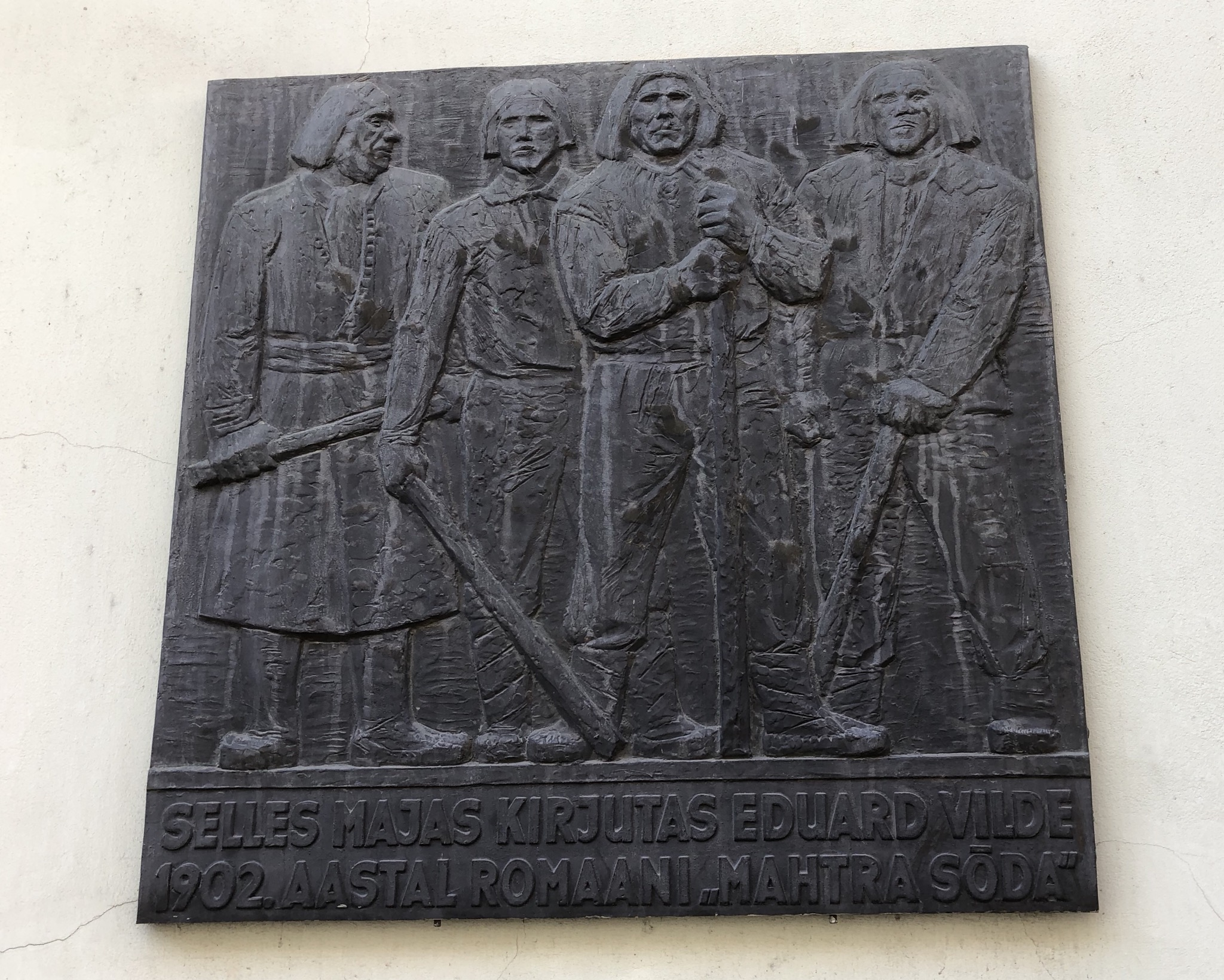
Gedenktafel am Haus Süsternstraße 7

 Am Haus in der Revaler Süsternstraße (estnisch Nunne tänav), in dem er den Roman 1902 verfasste, erinnert eine Gedenktafel in estnischer Sprache an die Entstehung des Werks.
Der Roman erschien als Fortsetzungsgeschichte in dem sechsmal wöchentlich erscheinenden Blatt vom 12. (neuen Stils 25.) Januar bis zum 7. (20.) Mai 1902. Im gleichen Jahr wurde die erste Buchausgabe im Verlag J.H. Wahtrik gedruckt, der in den Jahren 1909, 1924, 1945, 1947, 1949, 1955, 1958, 1972, 1982, 2007 und 2009 Neuauflagen folgten. Außerdem ist der Roman als Hörbuch erhältlich.
Vilde hatte schon länger mit dem Gedanken gespielt, die sozialen Gegensätze auf dem Lande zum Gegenstand eines Romans zu machen, war bislang aber jeweils an der kategorischen Ablehnung der Zensur gescheitert. Erst durch geschicktes Taktieren des Herausgebers des Teataja mit dem zuständigen Zensor – unter anderem ließ er ihm Weinkörbe zustellen – war eine Behandlung des sensiblen Themas in der Zeitung möglich geworden. Überdies verschaffte der Zensor Vilde sogar Zugang zum Gouvernementsarchiv, wo der Autor das amtliche Material zu den Bauernunruhen von 1858 einsehen konnte.

## Handlung
Historischer Hintergrund für die Romanhandlung ist der Aufstand estnischer Bauern 1858  gegen die deutschbaltischen Feudalherren. Er fand vom Mai bis Juli 1858 auf verschiedenen Gütern statt, kulminierte jedoch in Mahtra, wo zehn Bauern sowie der Befehlshaber der russischen Soldaten starben. Im Anschluss daran wurden zahlreiche Anführer mit Stockschlägen und Verbannung nach Sibirien bestraft.
Um diese historischen Begebenheiten herum hat Vilde seinen Roman konstruiert, wobei er laut eigener Aussage drei Arten von handelnden Personen entworfen hat: 1) historische Personen, die bei ihrem echten Namen genannt werden und die eine Rolle bei den Unruhen bzw. ihrer Niederschlagung gespielt haben; 2) Personen, die einen konkreten Prototyp haben, jedoch unter anderem Namen auftreten und nicht unbedingt im Zusammenhang mit konkreten Ereignissen stehen; 3) freie erfundene Personen, die notwendig waren, um die Handlung lebendiger zu gestalten.
In der realistischen Darstellung der Ereignisse, die sich zwischen 1856 und 1859 abspielen, kommen alle relevanten Gesellschaftsschichten mit eigenen Protagonisten zum Zuge. Hauptperson bei den Bauern ist Päärn, dessen Vater einst totgeprügelt worden ist und der nun zum Anführer der Bauern wird. Auf der Gegenseite befinden sich die Gutsbesitzer der Adelsfamilie Helffreich, die hier unter dem Namen Heidegg auftreten. Während der ältere Gutsherr den konservativen Flügel verkörpert, tritt der jüngere für eine liberalere Haltung ein. Außerdem treten Gemeindeangestellte, der Pastor und zahlreiche Nebenfiguren auf den Plan. Zwischen den Stühlen steht die schweizerische Hauslehrerin des Guts, Juliette Marchand, die Sympathie für die Bauern zeigt, aber aufgrund ihrer Position nichts unternehmen kann.
In der spannenden Romanhandlung fehlt auch eine Liebesintrige zwischen den Ständen nicht, und insgesamt ist ein historisches Panorama der Zeit entstanden, das „vielen späteren Generationen ein realistisches Bild von der jüngeren Vergangenheit der Esten und ihres Freiheitskampfes gab.“

## Rezeption
Gemeinsam mit den beiden folgenden Romanen Kui Anija mehed Tallinnas käisid (1903) und Prohvet Maltsvet (1905–1908) bildet er die so genannte historische Trilogie von Eduard Vilde. Dabei besteht der Zusammenhang nicht in den Personen, sondern im behandelten Thema, da der Autor aus dem gleichen historischen Material schöpft.
Mahtra sõda gehört in Estland zur Schullektüre und ist als einer der „künstlerisch reifesten“ Romane des Autors bezeichnet worden.

## Übersetzungen ins Deutsche
- Aufruhr in Machtra. Deutsch von Dr. Adolf Graf. Berlin: Rütten & Loening 1952. 597 S.

Hiervon war für 1955 eine Neuauflage angekündigt worden, die Eingang in mehrere Bibliographien gefunden hat, bislang aber nirgendwo aufgetaucht, mithin also wohl niemals gedruckt worden ist. Sie erfolgte erst dreißig Jahre später:
- Aufruhr in Machtra. Deutsch von Adolf Graf. Ill. Günther Lück. Berlin: Verlag Neues Leben 1984. 382 S.

## Übersetzungen in andere Sprachen
- Esperanto (Auszug): Milito en Mahtra. Trad. Helmi Dresen. In: Estono antologio 1. Tallinn: Kiirtrükk 1932, S. 96–134.
- Finnisch: Mahtran sota. Käänt. Lilli Rainio. Jyväskylä: Gummerus 1908. 578 S.; zweite Auflage unter dem Titel Kapina moisiossa, Jyväyskylä 1917.
- Lettisch: Machtras karś. No igaunu valodas tulkojis Alfreds Kempe. Riga: VAPP Daillit. apgadn. 1941. 363 S.
- Russisch: Война в Махтра. Перевод с эстонского: Л. Тоом; послесловие А. Деев. Mосква: Гослитиздат 1949. 428 S. und zahlreiche Neuauflagen.
- Rumänisch: Războiul din Mahtra.Traducere [din limba rusă] de C. Toria şi D. Vacariuc. Bucureşti: Editura universală 1966. 431 S.
- Ukrainisch: Вiйна в Махтра. Киïв: Державне вид-во худож. лит. 1955. 408 S.
- Ungarisch (Auszug): A Mahtrai háború. Ford. Kálmán Béla, in: Az észt irodalom kistükre. Budapest: Európa 1969, S. 215–232.